# Victor Urbancic
Victor Urbancic   (Viena, 9 d'agost de 1903 - Reykjavík, 4 d'abril de 1958) va ser un compositor, director d'orquestra, professor i acadèmic musical austríac de Viena. Va emigrar a Islàndia el 1938. La seva dona, Melitta, provenia d'una família jueva. Urbancic es va quedar la segona meitat de la seva vida a Islàndia i va tenir una gran influència en el desenvolupament de la música al país en aquell moment.
Urbancic va treballar com a professor i director de l'estudi d'òpera al Conservatori de Graz abans d'arribar a Islàndia el 1938. També va ser professor de musicologia de la Universitat de Graz. A Islàndia va ser molt important per a la vida musical. Es va convertir en director musical del Teatre Nacional Islandès a Reykjavík. Va dirigir la primera òpera a Islàndia que va ser Rigoletto de Verdi el 1951. Va ensenyar a la Facultat de Música de Reykjavík. Va ser organista i director de cor del Landakotskirkja de Reykjavík. Urbancic va morir el divendres sant de 1958 a Reykjavík.
És net de l'otòleg Viktor Urbantschitsch (en) a través del seu pare, el doctor Ernst Urbantschitsch, el nebot del psicoanalista Rudolf Urbantschitsch (en) i parent de l'actor Christoph Waltz a través de la mare d'aquest últim, Elisabeth Urbancic.

## Obres seleccionades
- Capricis mignons per a piano, Op. 1
- Sonatina en sol major per a piano, op. 2
- Sonata núm. 1 en fa menor per a violí i piano, op. 3
- Sonata núm. 2 per a violí i piano, op. 5
- Vier Lieder (4 cançons), op. 6
- Partita per a violoncel i piano, Op. 7
- Elizabeth per a veu i piano, op. 8
- Fantasie und Fuge per a viola i piano, op. 9 (1937)
- Orchestrekonzert (Concert per a orquestra), op. 11
- Fimm Þættir (5 factors) per a 2 trompetes, trompa, 2 trombons i piano, op. 12
- Concertino per a 3 saxòfons i orquestra de corda, Op. 13
- Ballada per a violí i piano
- Gamanforleikur (Preludi festiu) en Do major per a orquestra
- Konzertrondo (Concert Rondo) per a 2 pianos
- Mouvement de valse per a piano
- Ouvertüre zu einer Komödie (Obertura a una comèdia) per a orquestra (1952)
- Sonata en sol major per a violoncel i piano